# Río Paraná Miní (Buenos Aires)
El río Paraná Miní es un curso fluvial situado en el norte de la provincia de Buenos Aires, centro-este de la Argentina. Hidrográficamente constituye un brazo del río Paraná inferior, formando parte del delta homónimo, siendo una de sus principales bocas de descarga de sus aguas en el río de la Plata. 

## Descripción
Este río se sitúa en el sector medio del delta inferior del río Paraná. El recorrido total del Paraná Miní se encuentra limitado en el partido de San Fernando, y su curso tiene un rumbo general oeste-este. Ecorregionalmente, sus aguas se incluyen en la ecorregión de agua dulce Paraná inferior; mientras que los terrenos de sus márgenes inmediatos se adscriben en la ecorregión terrestre delta e islas del río Paraná.
El río Paraná Miní es un efluente del brazo principal del río Paraná inferior, el Paraná Guazú, del cual se abre en la confluencia situada en las coordenas: 34°2′28.10″S 58°36′30.45″O / -34.0411389, -58.6084583, en el km 245 de dicho río.
Hasta esa zona llega el influjo dominante de las crecidas del Paraná, ya que desde allí hasta el río de la Plata su influencia disminuye.
Son múltiples los brazos, ríos y arroyos que se abren desde él o que desembocan en él. El primero por la margen derecha es el arroyo Grande; le sigue por la vera opuesta el arroyo Méndez Grande, en la zona del Club 9 de Julio. Nuevamente desde la ribera derecha se abre el arroyo Porfiado, antes de la fábrica de formio San Jorge. Posteriormente en la misma orilla se encuentra el importante canal A. Ambrosoni, que lo comunica con el canal Gobernador de la Serna. Por la misma margen derecha le siguen otros tres arroyos: el Paicarabicito, el Fredes y el Romero. Frente al segundo desemboca el arroyo Calelín. Seguidamente aparece la confluencia con una importante vía de comunicación fluvial compuesta por el canal Gobernador Arana —artificial— a mano derecha, y a la izquierda el nacimiento del arroyo Felicaria. En esa conjunción se encuentra el centro de acopio «Paraná Miní», donde se reúne la cosecha forestal regional destina a la fabricación de papel.
Continuando, por la izquierda desemboca el arroyo Remancito, y por la derecha los arroyos Buena Sopa, Sauce Llorón, Morancito y Morán; frente al tercero desemboca el arroyo Tela. Luego se encuentra la zona más poblada de todo el río Paraná Miní, en la conjunción con el arroyo Tuyuparé —por la izquierda—, el cual lo comunica mediante el canal N.º 3 con otros cursos fluviales, y por la derecha el arroyo Chaná, vía de enlace con la zona del Tigre. 
Continuando hacia el este, desde esa zona isleña hasta el Plata se encuentran, por su margen derecha, los arroyos Paraguay, La Plata, Las Naciones, Miní, Caguene, Diablo y Juncal, mientras que por la banda izquierda se sitúan los arroyos Laguna Herrera, Largo y Los Lobos. Finalmente el río Paraná Miní se abre en una boca de 1300 metros de ancho —desde los 250 a 300 metros de anchura que llevaba en el resto de su curso— y desemboca en el río de la Plata, en las coordenas: 34°13′50.19″S 58°23′10.89″O / -34.2306083, -58.3863583, rodeado por islas muy bajas y bancos cubiertos de juncales de la zona denominada frente de avance del delta del Paraná.

## Instituciones a su vera
En sus riberas se encuentran las siguientes instituciones sociales:
- Che Roga - Reserva Natural Privada

Se encuentra en la conjunción con el arroyo Sauce Llorón y Telita.
- Hospital Dr. René Favaloro (en la conjunción con el canal 4);
- Hospital Ramón Carrillo Chaná (en la conjunción con el arroyo Chaná).

Ambos poseen guardia las 24 h y servicio de emergencia con lancha ambulancia.
- Parroquia del Salvador

Se encuentra en la conjunción con el arroyo Chaná. Fue construida con una estructura traída de Europa, e inaugurada el 25 de mayo de 1908, lo que la transforma en la iglesia más antigua del sector sanfernandino deltaico. Se encuentra bajo la advocación de Nuestra Señora del Rosario, la cual es la patrona del Delta del Paraná.
- Departamento Islas Paraná Miní

Encargada de la seguridad de la zona. Se encuentra en la conjunción con el arroyo Chaná.
- Club Motonáutico Argentino y de Regatas Independencia

Fue fundado el 9 de julio del año 1920. Se encuentra en la conjunción con el arroyo Chaná. Allí se realizó el 31 de octubre de 1936 el Primer Congreso Isleño, por lo cual desde entonces cada 31 de octubre se conmemora el «Día de los Isleños».
- Recreo Paraná Miní

Se encuentra en la conjunción con el arroyo Chaná.
- Recreo Puerto Los Faros

Se encuentra en la conjunción con el arroyo Chaná.
- Recreo Isla Cheroga

Se encuentra en la conjunción con el arroyo Tela y Telita.
- Complejo Náutico Aulicino

Se encuentra en la conjunción con el canal 4.
- Club 9 de Julio

Se encuentra en la conjunción con el arroyo Méndez Grande.